# Воинское кладбище № 70 (Овчары)
 Памятник культуры Малопольского воеводства: регистрационный номер А-569 от  30 июня 1988 года.
Воинское кладбище № 70 — Овчары (пол. Cmentarz wojenny nr 70 - Owczary) — воинское кладбище, расположенное в окрестностях села Овчары, Малопольское воеводство. Кладбище входит в группу Западногалицийских воинских захоронений времён Первой мировой войны. На кладбище похоронены военнослужащие Австрийской и Российской армий, погибшие во время Первой мировой войны с декабря 1914 года по март 1915 год. Исторический памятник Малопольского воеводства.

## История
Кладбище было основано в 1915 году по проекту австрийского архитектора Ганса Майра. На кладбище площадью 365 квадратных метра находятся 13 братских и 40 индивидуальных могил, в которых похоронены 87 австрийских и 7 русских солдат из Орловского 36-го пехотного полка. Кладбище выделяется тем, что на нём похоронены несколько австрийских солдат еврейского происхождения, которые обычно хоронились на отдельных иудейских кладбищах.
Кладбище располагается возле старого лемковского кладбища в трехстах метрах от церкви Покрова Пресвятой Богородицы.
30 июня 1988 года кладбище было внесено в реестр исторических памятников Малопольского воеводства (А-569).

## Источник
- Jerzy Drogomir: Polegli w Galicji Zachodniej 1914—1915 (1918). Wykazy poległych, zmarłych i pochowanych na 400 cmentarzach wojskowych w Galicji Zachodniej.. Tarnów: Muzeum Okręgowe w Tarnowie tom I, 1999, s. 210. ISBN 83-85988-26-2.
- Roman Frodyma: Galicyjskie cmentarze wojenne, tom I. Beskid niski i Pogórze. Warszawa — Pruszków: Oficyna Wydawnicza «Rewasz», 1995, s. 31-32. ISBN 83-85557-20-2.
- red. Stanisław Mendelowski: Krempna : atrakcyjna gmina Beskidu Niskiego. Krosno: P.U.W. «Roksana», 2008, s. 92. ISBN 978-83-7343-280-9 (ошибоч.)  (pol.)
- Oktawian Duda: Cmentarze I wojny światowej w Galicji Zachodniej. Warszawa: Ośrodek Ochrony Zabytkowego Krajobrazu, 1995. ISBN 83-85548-33-5.